# اولگا بیونر
اولگا بیونر(نروژی: Olga Bjoner) زادهٔ ۱۰ دسامبر ۱۸۸۷ و مرگ به تاریخ ۲۵ ژوئن ۱۹۶۹م، در سن ۸۱ سالگی یک سیاستمدار و روزنامه‌نگار نروژی بود.
اولگا بیونر در دهه ۱۹۲۰ و ۱۹۳۰م، انجمن زنان کشاورز نروژ را تأسیس کرد. طی جنگ جهانی دوم، پس از اشغال نروژ توسط قوای آلمانی و تشکیل دولت دست نشانده در نروژ، وی با قوای اشغالگر همکاری نزدیک داشت و بعد از جنگ به خیانت محکوم شد.